# 대흥국
대흥국(大興國, ? - 1183년)은 중국 금(金)의 관리이다. 훗날 대방기(大邦基)라 이름을 고쳤다. 형은 대방걸(大邦傑)이다. 금 희종(熙宗)을 살해한 인물 가운데 한 사람이기도 하다.

## 생애
발해인의 후손으로 희종의 침전 경호를 맡은 침전소저권근시국직장(寝殿小底権近侍局直長)으로써 근무하고 있었다. 이 관직은 희종이 침전에서 자고 있을 때 객인이나 사자가 침전을 방문하면 이들을 응대하고 그 상황이나 객인의 입장을 보아 침전에 들일지 또는 돌려보낼지를 결정하는 것이 주요 임무로, 관위는 낮아도 굉장히 중요한 직책이었다.
황통(皇統) 9년(1149년) 완안량(完顔亮)의 탄생일에 희종은 사자로써 그를 사마광(司馬光)의 초상화나 진기한 물품과 재보 등을 탄생 선물로써 보냈다. 완안량이 그 선물을 황후인 배만씨(裴満氏)에게 주었는데, 이것이 희종의 노염을 사서 대흥국이 대신 곤장 100대를 맞는 벌을 받았다. 희종을 암살하겠다는 생각을 굳힌 완안량은 자신의 거사를 성공시키기 위해서는 대흥국의 협조가 필요하다고 보았고, 대흥국 역시 자신의 죄도 아닌데 장형을 받은 것에 대해 희종에게 앙심을 품고 있었던 데다 중신이나 황후들이 별 것 아닌 일로 인해서 죽임을 당하기도 하는 상황에 위기감을 느끼고 있었기 때문에, 완안량의 암살 계획에 가담하기로 했던 것이다.
12월 9일 밤에 대흥국은 침전의 열쇠를 열어 완안량 등을 침전으로 들였다. 희종은 평소 자신이 자는 침대 위에 패도를 세워놓고 자는 습관이 있었는데, 대흥국이 그 패도를 미리 침대 밑으로 숨겨놓았기 때문에, 잠에서 깬 희종은 패도를 찾아 손을 뻗었으나 패도는 그곳에 없었고 결국 속수무책으로 죽임을 당할 수밖에 없었다.
황제로 즉위한 완안량은 희종 피살에 큰 공적을 세운 대흥국을 광녕윤(広寧尹)에 임명하고 노예 100구(口)、옥대(玉帯) 등을 하사하고 금자광록대부(金紫光禄大夫)의 위계를 주었다. 그 뒤에도 전(銭) 1천만、황금 400냥、은 1천 냥、좋은 말 네 필 등 많은 재화들을 그에게 상으로 내렸다. 천덕(天徳) 4년(1152년) 대흥국은 숭의군절도사(崇義軍節度使)가 되었고, '국가의 기틀'이라는 뜻의 '방기(邦基)'라는 이름을 하사받았다. 그 뒤 무령절도사(武寧節度使) 하간윤(河間尹)이 되었다.
그러나 완안량, 해릉양왕이 폭정 끝에 피살되고 세종(世宗)이 즉위하자, 해릉양왕으로부터 받았던 막대한 재물도 모조리 몰수당하고 말았다. 대흥국 자신도 대정(大定) 23년(1183년) 정월 갑오, 34년 전에 자신이 죽음에 일조했던 희종의 능침 사릉(思陵) 옆에서 처형되었다.

## 참고 자료
- 《금사》(金史) 권132 열전제70
- 《금사》 권8 본기제8 세종 하(下)